# Takao Shimizu
Takao Shimizu (jap. 清水 隆雄, Shimizu Takao; * 29. Juni 1965 in Japan) ist ein japanischer Spieleentwickler.

## Wirken
Takao Shimizu studierte am Japan Technology College und wurde 1987 beim japanischen Videospielkonzern Nintendo angestellt. Er wurde einem Team zugeordnet, das Entwicklertools für die Spieleentwicklung programmierte. So wirkte Shimizu an einigen Spielen als technischer Unterstützer oder Manager mit. Außerdem überwachte er die Entwicklung einiger von externen Studios koentwickelten Spiele. Er war Mitarbeiter der Abteilung Nintendo Entertainment Analysis & Development (EAD) und fungierte Anfang der 1990er Jahre als Chefentwickler einiger Game-Boy-Spiele der Abteilung. Um 1995 erstellte Shimizu ein Demo-Video zu einem Spiel der Reihe The Legend of Zelda in Polygon-Grafik. Da er zu dieser Zeit leitender Entwickler von Star Fox 64 war, konnte er das Zelda-Projekt nicht fortführen und übertrug die Verantwortung und Projektleitung an Toru Osawa. Das Spiel erschien 1998 als The Legend of Zelda: Ocarina of Time. Das Grundkonzept wurde stark von Shimizus Demo-Video beeinflusst. Außerdem war Shimizu Director der drei Pokémon Stadium-Spiele.
2002 war Shimizu Co-Director von Super Mario Sunshine (GameCube). Nach Abschluss der Entwicklung wurde eine zweite EAD-Niederlassung in Tokyo gegründet, die aus einigen Mitentwicklern von Mario Sunshine bestand und von Shimizu als Produzent und Manager geleitet wurde. 2007 erschien das von EAD Tokyo entwickelte Super Mario Galaxy für die Wii, das von Shimizu als Produzent und Yoshiaki Koizumi als Director geleitet wurde. Nach Galaxy trennte sich die EAD Tokyo in zwei Gruppen; Koizumi wurde Produzent der zweiten, während Shimizu Produzent der ersten Gruppe blieb.

## Ludografie
- The Legend of Zelda: Skyward Sword (Wii 2011) – Special Thanks
- Super Mario 3D Land (3DS 2011) – Special Thanks
- The Legend of Zelda: Four Swords Anniversary Edition (DSi 2011) – Produzent
- The Legend of Zelda: Ocarina of Time 3D (3DS 2011) – Produzent
- Super Mario Galaxy 2 (Wii 2010) – Special Thanks
- Make It Yourself! Nintendo DS Guide (DSi 2010) – Produzent
- Super Smash Bros. Brawl (Wii 2008) – Special Thanks
- Super Mario Galaxy (Wii 2007) – Produzent
- The Legend of Zelda: Twilight Princess (Wii 2006) – Special Thanks
- Donkey Kong Jungle Beat (GCN 2004) – Producer
- Super Mario Sunshine (GCN 2002) – Co-Director
- Pokémon Stadium 3: Gold & Silver (N64 2000) – Director
- Pokémon Stadium 2 (N64 1999) – Director
- Pokémon Stadium (N64 1998) – Director
- Star Fox 64 (N64 1997) – Director
- BS The Legend of Zelda (BS-X 1995) – Director
- Kirby’s Dream Course (SNES 1994) – Co-Produzent
- Donkey Kong 94 (GB 1994) – Director
- Kirby's Pinball Land (GB 1993) – Produzent
- Kirbyʼs Adventure (NES 1993) – Produzent
- The Legend of Zelda: A Link to the Past (SNES 1992) – Koordinator
- Wave Race (GB 1992) – Koordinator
- Radar Mission (GB 1992) – Director
- Super Mario World (SNES 1990) – Special Thanks
- Famicom Folk Take Brave Spirits (FDS 1989) – Associate Producer
- Famicom Grand Prix 2: 3D Hot Rally (FDS 1988) – Technology
- Famicom Folk Tale Uncharted Demon Island (FDS 1987) – Technology